# Байряки-Тамак
 Байряки-Тамак  — село в Ютазинском районе Татарстана. Административный центр Байряки-Тамакского сельского поселения.

## География
Находится в юго-восточной части Татарстана на расстоянии приблизительно 13 км на север по прямой от районного центра поселка Уруссу у речки Байряки.

## История
Основано в 1919 году переселенцами из села Байряка.

## Население
Постоянных жителей было: в 1922—400, в 1926—416, в 1938—484, в 1949—405, в 1958—354, в 1970—468, в 1979—351, в 1989—312, в 2002 году 343 (татары 95 %), в 2010 году 275.